# Jean Rhys
Jean Rhys er pseudonym for forfatteren Ella Gwendolen Rhys Williams (født 24. august 1890 i Roseau, Vestindien, død 14. maj 1979 i Exeter, England). Hun udgav sine fire første romaner i 1920'erne og 1930'erne, men det var først med udgivelsen af Langt over havet (engelsk: Wide Sargasso Sea) i 1966, at hun fik sit gennembrud.

## Baggrund
Rhys' far var læge og født i Wales. Hendes mor var hvid kreol, tilhørende den gruppe, der nedsættende kaldtes "hvide niggere" i den periode, handlingen i Langt over havet er lagt til, lige efter slaveriets ophør i 1833. Rhys' stærkt ombyggede barndomshjem i Roseau var en overgang hotel. 
Rhys' forældre opretholdt en flottere livsstil og fik flere børn, end de havde råd til. Rhys fik ingen større kontakt med dem, men blev for det meste overladt til tjenere. Som tolvårig var hun derfor sårbar, da en 70-årig ven af familien tog hende med på køreture, tilbød hende slik, blev nærgående og fortalte hende, at hun som tolvårig var "gammel nok til at have en elsker". 
Hendes ældre søster døde ni måneder før Rhys blev født, og følelsen af at være erstatning for en anden prægede hende tidligt.  Som voksen fortsatte hun i rollen som den passive lille pige, der længtes efter kærlighed og søgte en mands beskyttelse. Som fjortenårig blev hun sendt til den lokale klosterskole, hvor hun som hvid var "anderledes".
Som sekstenårig rejste Rhys til England for at bo hos sin tante Clarice, og kom senere kun tilbage på et kort besøg i 1936. Langt over havet blev udgivet 30 år derefter, altså 60 år efter, at forfatterinden forlod sin barndoms ø. Selv om hendes roman er lagt til Jamaica, er det Dominica, der beskrives. Her finder man også landsbyen Massacre, der omtales i bogen. 
På kostskolen i Cambridge måtte hun igen opleve at være "anderledes", og blev gjort nar af for sin vestindiske accent, der fortsatte med at give problemer, efter at hun var blevet optaget ved Academy of Dramatic Art. Rektor skrev til hendes far, at med den accent kunne Rhys ikke gøre sig håb om gode roller, og hendes far tog hende derfor ud af skolen.  I stedet blev hun korpige og rejste rundt med teatergrupper.
Som tyveårig forelskede Rhys sig dybt i aristokraten Lancelot Hugh Grey Smith, som hun mødte på et af sine jobs som korpige. Han forsørgede og dyrkede hende, til han gik træt. Rhys afslog hans tilbud om et månedligt underhold, men uden penge eller udsigt til arbejde sank hun ned i fortvivlelse og prostitution. Snart blev hun også gravid. Smith, der troede, barnet var hans, bad hende først om at beholde det, men betalte til sidst for en abort.  Derefter sørgede han for et månedligt underhold, og Rhys, der gradvis kom til kræfter igen, genoptog sin barndoms hobby - at skrive.

## Forhold og ægteskaber
Hun var gift tre gange. Hun skilte sig fra sin første mand, den nederlandske svindler og spion Jean Lenglet, som blev sat i fængsel efter 13 års ægteskab. Deres søn var død tre uger gammel, mens datteren stod sin far nærmest. Ægtemand nr 2 var også Rhys’ litterære agent. Han døde efter 13 års ægteskab. Ægtemand nr 3 var fætter af nr 2, blev i lighed med nr 1 sat i fængsel for svindel, slap ud i 1950 og døde i 1966 efter 19 års ægteskab. Hans død var måske den impuls, der fik Rhys til at gøre Langt over havet færdig og udgive den samme år, efter ni års omskrivninger.
Hun havde også forhold til andre mænd, som Ford Madox Ford, der hjalp hende i gang med at skrive. De var begge gift, og alle de fire involverede udgav hver sin bog om forholdet: Rhys udgav Quartet i 1928, Ford udgav When the wicked man i 1932; hans kone Stella Bowen udgav Drawn from life, reminiscences i 1941, og Édouard de Nèves (pseudonym for Rhys’ første ægtemand Lenglet) udgav Sous les verrous i 1933. Denne er også udgivet på engelsk under titlen Barred, meget frit oversat af Rhys.

## Senere år
Fra 1927 til 1939 skrev Rhys en novellesamling og fire romaner, der blev godt modtaget. Så blev der stille, og mange gik ud fra, at hun var død under krigen. I virkeligheden levede hun fattig og alkoholiseret i Cornwall. Nogle af hendes bøger blev dramatiseret af hendes veninde Selma Vaz Dias, som narrede hende til at underskrive en kontrakt, som gav Dias (pr i dag Dias' arvinger) ret til halvparten af indtægterne fra Rhys’ bøger. 
Langt over havet skaffede Rhys penge og berømmelse. Hun blev indvalgt i Det kongelige litterære selskab, og i 1978 blev hun kommandør af Den britiske imperieorden. Hendes eneste kommentar var: "Det er for sent." Efter Langt over havet udgav hun to novellesamlinger, som begge var skrevet tidligere. Posthumt udkom den ufuldstændige selvbiografi Smile please i 1979, som hun dikterede til en maskinskriverske. 

## Langt over havet
Bogen er skrevet som en kommentar til Charlotte Brontës klassiker fra 1847, Jane Eyre,  som Rhys var meget optaget af. Hovedpersonens mand i Rhys’ roman er ikke navngivet, men han er Rochester fra Jane Eyre, og Rhys’ hovedperson Antoinette Cosway er Rochesters første kone, den sindssyge kreolske kvinde Bertha, der brænder Thornfield Hall ned.
Samtidig indeholder Langt over havet mange selvbiografiske træk. Branden på plantagen Coulibri i bogens første del havde Rhys selv oplevet; og ligesom Antoinette i bogen oplevede Rhys at blive smidt sten på af sin farvede barndomsveninde. 
Ligesom andre af Rhys’ værker opbevares manuskriptet til Langt over havet i British Library. 
Undres man over originalens titel, Wide Sargasso Sea, som Sargasso-serien af moderne klassikere fra den tredje verden er opkaldt efter, kan forklaringen ligge i et lille digt, Obeah night, som Rhys skrev, da hun afsluttede romanen (obeah er et andet ord for voodoo):
Perhaps love would have smiled then - shown us the way - across that sea. They say it’s strewn with wrecks - and weed-infested. - Few dare it, fewer still escape. 